# عدسة هاكرا
عدسة هاكرا هي نجم زائف، تتبع كوكبة الفرس الأعظم. اكتشفها جون هاكرا في 1985.

## روابط خارجية
- عدسة هاكرا على موقع ويكي سكاي: DSS2, SDSS, GALEX, IRAS, Hydrogen α, X-Ray, Astrophoto, Sky Map, Articles and images